# Geert van Veenen

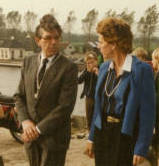
Burgemeester Geert van Veenen en minister N. Smit-Kroes (1985)

Geert van Veenen (Blijham, 1 juni 1930 – Leeuwarden, 29 november 2005) was een Nederlands politicus van de ARP en later het CDA.
Hij werd geboren in het oosten van de provincie Groningen en deed de mulo in Winschoten. Van Veenen ging werken bij de PTT en studeerde daarnaast in Groningen en Amsterdam aan een avondlyceum. In 1953 behaalde hij het hbs-a diploma waarna hij economie ging studeren aan de Rijksuniversiteit Groningen. Na daar in 1959 te zijn afgestudeerd volgde zijn benoeming tot leraar economie en handelsvakken aan de rijks-hbs en de christelijke hbs in Drachten en daarnaast doceerde hij aan de opleidingen voor landbouwhuishoudlerares en tuinbouwlerares in Bolsward. In 1962 werd Van Veenen leraar aan de christelijke middelbare landbouwschool te Sneek. Bovendien heeft hij gewerkt bij de Rijkslandbouwvoorlichtingsdienst voor landbouwonderzoek. Eind 1965 werd Van Veenen benoemd tot burgemeester van het Bildt en in mei 1976 volgde zijn benoeming tot burgemeester van Achtkarspelen. Daar hij ging in 1991 vervroegd met pensioen en eind 2005 overleed hij op 75-jarige leeftijd.
- International Standard Name Identifier: 0000 0003 9449 5560
- Nederlandse Thesaurus van Auteursnamen: 074102079
- Virtual International Authority File: 289025629
- WorldCat: E39PBJyxmvKWmbHHF6WKhYHt8C